# Stereophonics
Stereophonics je velšská rocková skupina, založená v roce 1992 ve vesnici Cwmaman na jihu Walesu. Původní sestavu skupiny tvořili zpěvák a kytarista Kelly Jones, baskytarista Richard Jones a bubeník Stuart Cable. Po celou dobu existence skupiny ve skupině zůstali pouze dva původní členové: Kelly Jones a Richard Jones (přes stejné příjmení nejsou příbuzní). Cable byl v roce 2004 nahrazen Javierem Weylerem, kterého roku 2012 nahradil Jamie Morrison. Roku 2007 se ke skupině přidal kytarista Adam Zindani. Své první studiové album nazvané Word Gets Around skupina vydala v roce 1997 a do roku 2019 jich vydala dalších deset.

## Diskografie
- Word Gets Around (1997)
- Performance and Cocktails (1999)
- Just Enough Education to Perform (2001)
- You Gotta Go There to Come Back (2003)
- Language. Sex. Violence. Other? (2005)
- Pull the Pin (2007)
- Keep Calm and Carry On (2009)
- Graffiti on the Train (2013)
- Keep the Village Alive (2015)
- Scream Above the Sounds (2017)
- Kind (2019)
- Oochya! (2022)
- Make 'em Laugh, Make 'em Cry, Make 'em Wait (2025)